# 산의 거인족

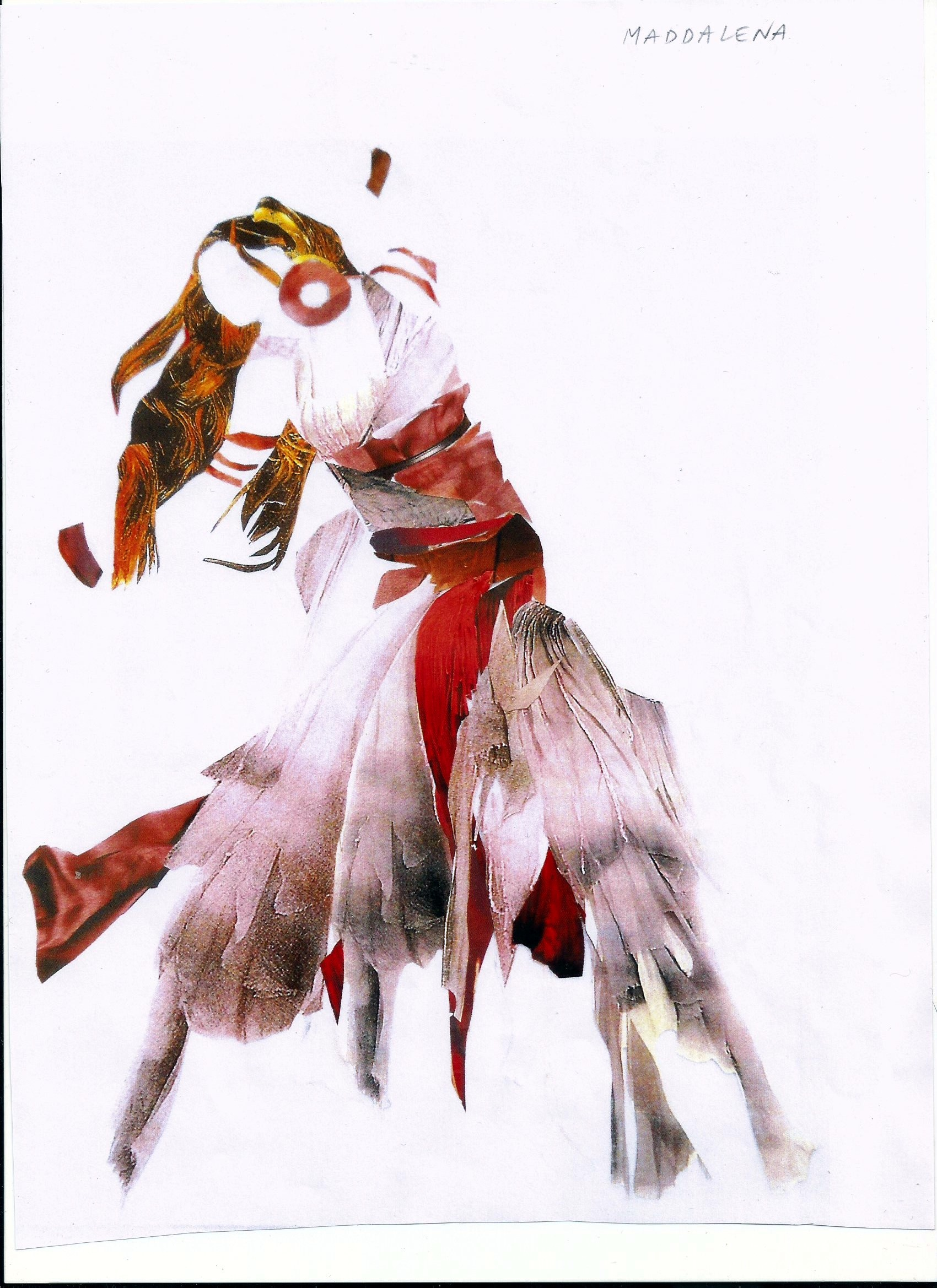

산의 거인족(이탈리아어: I giganti della montagna)은 루이지 피란델로의 유작이다. 예술과 대중의 교감이라는 주제에 천착해 온 피란델로가 파시스트 체제에서 예술적 위기를 겪은 뒤 예술의 본질, 예술가의 소명에 대해 다시 성찰하고 조명한 결과물이다. 예술과 삶을 어떻게 조화시킬 것인가를 필생의 과제로 삼았던 피란델로의 결론이 담겨 있다.

## 내용
1934년 스웨덴 한림원은 “대담하고 독창적으로 희곡과 무대 예술을 발전”시킨 공로를 인정해 루이지 피란델로에게 노벨상을 수여했다. 피란델로는 유작 ＜산의 거인족＞에서 ＜작가를 찾는 6인의 등장인물＞로부터 이어져 온 연극적 고민, 나아가 예술가로서의 고뇌를 다시 한번 자신만의 독창적인 무대 예술로 승화한다.
피란델로의 신화극 ＜산의 거인족＞이 창작되던 때 이탈리아는 파시즘이 모든 효력을 발휘하고 있었다(1923∼1943). 예술도 파시즘의 광풍을 피하지 못했다. 아방가르드 경향이 패배해 물러나면서 예술은 점점 더 카타르시스적·신화적·상징적 요소에 기대게 되었다. 게다가 피란델로의 작품들은 당시 연극을 질식시킬 위험 소지가 있던 영화와도 비교되는 처지에 놓인다. 피란델로는 소통과 메시지를 단념하면서 꿈과 환영을 보호하고 대중과 분리시키는 세계로 물러나느냐 아니면 대중 관객의 저속함에 적응하느냐의 기로에 서게 된다. 결국 관객과 재정 부족으로 피란델로는 1928년 로마 예술극장 감독직을 그만두며 쓰디쓴 실패를 경험했다.
피란델로의 유작 ＜산의 거인족＞은 평생 예술의 형식에 대한 실험을 지속했던 피란델로가 말년에 파시스트 시대를 살면서 당대의 예술에 대한 깊은 위기의식 속에 예술에 대한 개념을 다시 성찰하고 조명한 결과물이다.
＜산의 거인족＞ 배경이 되는 공간은 예술이 패배한, 엄밀히 말해 관객과의 소통에 실패한 공간을 상징한다. 또한 물질과 정신의 투쟁에서 정신이 패배한 곳이다. 하지만 그것은 누구 탓도 아니라는 것이 피란델로의 결론이다. 피란델로는 ＜산의 거인족＞에 예술을 이해 못하는 거친 자들을 향한 경멸이나 모욕이 아니라, 예술가로서 소통을 위해 더 노력해야 한다는 성찰의 고백을 담아냈다. 피란델로는 오히려 순간적이고 말초적인 즐거움만 좇는 대중을 탓하고 비난하기보다 오히려 관객을 고려하지 않은 채 무조건 작품을 이해하라고 밀어붙이는 예술가들을 ‘예술에 광적인 자들’이라고 부른다.
피란델로는 ＜산의 거인족＞에서 소통에 실패한 ‘예술에 광적인 자들’과 ‘생활에 광적인 자들’의 화해를 모색하며 미래의 평화를 꿈꾸었다.